# Aragua
Estat d'Aragua és un dels 23 estats en què és dividida Veneçuela. La capital de l'estat és Maracay.

## Municipis
| Municipi                    | Capital                    |
| --------------------------- | -------------------------- |
| Bolívar                     | San Mateo                  |
| Camatagua                   | Camatagua                  |
| Francisco Linares Alcántara | Santa Rita                 |
| Girardot                    | Maracay                    |
| José Ángel Lamas            | Santa Cruz                 |
| José Félix Ribas            | La Victoria                |
| José Rafael Revenga         | El Consejo                 |
| Libertador                  | Palo Negro                 |
| Mario Briceño Iragorry      | El Limón                   |
| Ocumare de la Costa de Oro  | Ocumare de la Costa        |
| San Casimiro                | San Casimiro               |
| San Sebastián               | San Sebastián de los Reyes |
| Santiago Mariño             | Turmero                    |
| Santos Michelena            | Las Tejerías               |
| Sucre                       | Cagua                      |
| Tovar                       | Colonia Tovar              |
| Urdaneta                    | Barbacoas                  |
| Zamora                      | Villa de Cura              |